# Blepisanis collaris
Blepisanis collaris är en skalbaggsart som beskrevs av Francis Polkinghorne Pascoe 1871. Blepisanis collaris ingår i släktet Blepisanis och familjen långhorningar. Inga underarter finns listade.